# 尊純法親王
尊純法親王（そんじゅんほっしんのう、天正19年10月16日（1591年12月1日）- 承応2年5月26日（1653年6月21日））は、江戸時代前期の天台宗の僧。父は応胤法親王。母は福正院。
1598年（慶長3年）天台宗青蓮院第48世の門跡に入る。1604年（慶長9年）権少僧都・権大僧都を歴任し、1607年（慶長12年）良恕法親王から灌頂を受けた。1615年（元和元年）大僧正に任じらる。1640年（寛永17年）に親王宣下を受け、尊純と号した。1644年（正保元年）天台座主173世となり、日光山法務を兼帯、日光東照宮の営繕をつとめた。1647年（正保3年）には二品に叙せられ、1653年（承応2年）天台座主177世に就任している。書に秀でていた。墓所は東山区青蓮院宮上ノ墓地。